# Chen Xiaoxu
Chen Xiaoxu (Anshan (Liaoning), 29 oktober 1965 - Shenzhen (Guangdong), 13 mei 2007) was een Chinees actrice en zakenvrouw.
Ze werd bekend met haar rol van Lin Daiyu (hiermee een naar binnen gekeerde en gevoelige, welopgevoede jonge vrouw verbeeldend) in de in 1987 door China Central Television uitgezonden de "Droom van de Rode Kamer". Deze CCTV televisieserie was gebaseerd op een beroemde achttiende-eeuwse Chinese roman van gelijke naam, geschreven door Cao Xueqin. 
Hierna verdween ze een aantal jaren uit het publieke leven totdat ze als met adverteren gefortuneerd geraakte zakenvrouw weer in het zicht kwam.
In februari 2007 werd Chen Xiaoxu een boeddhistische non, wellicht met het oog op de borstkanker waaraan ze leed en die ook de oorzaak was van haar overlijden op 41-jarige leeftijd een paar maanden daarna.
- Gemeinsame Normdatei: 1070694908
- Nationale Bibliotheek van Israël: 987007407534205171
- Virtual International Authority File: 315589619
- WorldCat: E39PBJfRCfBVHKhHrXhcQRwBfq